# Pager (Fluss)
Der Pager ist ein Fluss im Norden von Uganda (Ostafrika).

## Verlauf
Er entspringt im Nordosten des   Distrikts Kotido, fließt durch die Stadt Kitgum im Distrikt Kitgum und mündet an der Grenze zum Distrikt Gulu in den Achwa, der wiederum zum Nil weiterfließt.

## Hydrometrie
Die Abflussmenge des Pager wurde am Pegel Matidi über die Jahre 1959 bis 1978 in m³/s gemessen.